# Alphonse Vandenrydt
Alphonse Vandenrydt (Elsene, 12 april 1927) is een voormalige Belgische atleet, die gespecialiseerd was in de lange afstand. Hij nam eenmaal deel aan de Olympische Spelen.

## Biografie
Vandenrydt kwam in contact met atletiek tijdens zijn legerdienst bij de parachutisten. Luitenant Etienne Gailly bracht hem naar Union Sint-Gillis, waar hij in 1947 officieel aansloot. Hij nam in 1952 op de 5000 m en 10.000 m deel aan de Olympische Spelen in Helsinki. Hij werd uitgeschakeld in de reeksen van de 5000 m en werd negenentwintigste in de rechtstreekse finale van de 10.000 m.

## Persoonlijk record
| Onderdeel | Prestatie | Datum           | Plaats    |
| --------- | --------- | --------------- | --------- |
| 5000 m    | 14.42,8   | 5 augustus 1951 | Antwerpen |

## Palmares

### 5000 m
- 1951:  BK AC – 15.00,0
- 1952:  BK AC – 15.27,6
- 1952: 15e in serie OS in Helsinki – 15.51,2

### 10.000 m
- 1952: 29e OS in Helsinki – 33.13,4